# Nazioni partecipanti a Miss Terra
La seguente voce contiene una lista di tutte le nazioni o territori che hanno inviato almeno una volta una propria rappresentante al concorso di bellezza Miss Terra. 

## Partecipanti attuali
La lista contiene soltanto le nazioni ed i territori che hanno inviato una propria delegata almeno almeno una volta.
| Nazione                 | Debutto | Titolo nazionale                      | Miglior piazzamento                                                  | Ultima partecipazione | Note                                  |
| ----------------------- | ------- | ------------------------------------- | -------------------------------------------------------------------- | --------------------- | ------------------------------------- |
| Afghanistan             | 2003    | Miss Afghanistan                      |                                                                      | 2005                  |                                       |
| Albania                 | 2002    | Miss Albania                          |                                                                      | 2009                  |                                       |
| Antigua e Barbuda       | 2003    | Miss Antigua e Barbuda                |                                                                      | 2003                  |                                       |
| Argentina               | 2001    | Miss Argentina                        | 4ª classificata - Daniela Stucan (2001)                              |                       |                                       |
| Australia               | 2001    | Miss Australia                        | Top 8 - Shenevelle Dickson (2004)                                    |                       |                                       |
| Bahamas                 | 2005    | Miss Bahamas                          | Top 16 - Leandra Pratt (2006)                                        |                       |                                       |
| Barbados                | 2002    | Miss Barbados                         | -                                                                    | 2002                  |                                       |
| Belgio                  | 2002    | Miss Belgio                           | -                                                                    |                       |                                       |
| Belize                  | 2007    | Miss Belize                           | -                                                                    | 2007                  |                                       |
| Bhutan                  | 2008    | Miss Bhutan                           | -                                                                    | 2008                  |                                       |
| Bolivia                 | 2001    | Miss Bolivia                          | Top 10 - Catherine Villarroel (2001)                                 | 2008                  |                                       |
| Bosnia ed Erzegovina    | 2002    | Miss Bosnia ed Erzegovina             | Vincitrice (detronizzata) - Džejla Glavović (2002)                   | 2008                  |                                       |
| Botswana                | 2006    | Miss Botswana                         | -                                                                    | 2008                  |                                       |
| Brasile                 | 2001    | Miss Brasile                          | Vincitrice - Priscilla Meirelles (2004) - Larissa Ramos (2009)       |                       |                                       |
| Bulgaria                | 2004    | Miss Bulgaria                         | -                                                                    | 2004                  |                                       |
| Cambogia                | 2005    | Miss Cambogia                         | -                                                                    | 2005                  |                                       |
| Camerun                 | 2005    | Miss Camerun                          | -                                                                    | 2007                  |                                       |
| Canada                  | 2001    | Miss Canada                           | Vincitrice - Jessica Trisko (2007)                                   |                       |                                       |
| Ciad                    | 2004    | Miss Ciad                             | -                                                                    | 2004                  |                                       |
| Cile                    | 2006    | Miss Cile                             | Vincitrice - Hil Hernández (2006)                                    | 2006                  |                                       |
| Cina                    | 2002    | Miss Cina                             | Top 16 - Zhou Meng Ting (2006)                                       |                       |                                       |
| Cina Taipei             | 2001    | Miss Cina Taipei                      |                                                                      |                       |                                       |
| Cipro                   | 2003    | Miss Cipro                            | Top 10 - Krystiana Aristotelou (2003)                                | 2003                  |                                       |
| Colombia                | 2001    | Miss Colombia                         | Top 8 - Alejandria Castillo (2009) - Mariana Rodríguez (2008)        |                       |                                       |
| Corea del Sud           | 2002    | Miss Corea                            | Top 16 - Yoo Hye-mi (2005) - Seo Seol-hee (2008) - Park Ye-ju (2009) |                       |                                       |
| Costa Rica              | 2002    | Miss Costa Rica                       | 3ª classificata - Marianela Zeledón (2003)                           |                       |                                       |
| Crimea                  | 2010    | Miss Crimea                           |                                                                      |                       |                                       |
| Croazia                 | 2001    | Miss Croazia                          | -                                                                    | 2001                  |                                       |
| Cuba                    | 2007    | Miss Cuba                             | -                                                                    |                       |                                       |
| Curaçao                 | 2006    | Miss Curaçao                          | -                                                                    | 2006                  |                                       |
| Danimarca               | 2001    | Miss Danimarca                        | Vincitrice - Catharina Svensson (2001)                               |                       |                                       |
| Ecuador                 | 2003    | Miss Ecuador                          | 2ª classificata - Jennifer Pazmino (2010)                            |                       |                                       |
| Egitto                  | 2002    | Miss Egitto                           | Top 8 - Meriam George (2006)                                         | 2006                  |                                       |
| El Salvador             | 2001    | Miss El Salvador                      | Top 16 - Irma Dimas (2005)                                           |                       |                                       |
| Estonia                 | 2001    | Miss Estonia                          | Top 10 - Evelyn Mikömagi (2001)                                      | 2005                  |                                       |
| Etiopia                 | 2001    | Miss Etiopia                          | -                                                                    | 2008                  |                                       |
| Figi                    | 2007    | Miss Figi                             | -                                                                    | 2007                  |                                       |
| Filippine               | 2001    | Miss Filippine                        | Vincitrice - Karla Henry (2008)                                      |                       |                                       |
| Finlandia               | 2001    | Miss Finlandia                        | Top 10 - Elina Hurve (2002)                                          | 2008                  |                                       |
| Francia                 | 2003    | Miss Francia                          | Top 16 - Anne-Charlotte Triplet (2006) - Magalie Thierry (2009)      |                       |                                       |
| Gabon                   | 2009    | Miss Gabon                            | -                                                                    |                       |                                       |
| Galles                  | 2006    | Miss Galles                           | -                                                                    |                       |                                       |
| Georgia                 | 2006    | Miss Georgia                          | Top 8 - Nana Mamasakhlisi (2007)                                     |                       |                                       |
| Germania                | 2002    | Miss Germania                         | -                                                                    | 2008                  |                                       |
| Ghana                   | 2002    | Miss Ghana                            | -                                                                    |                       |                                       |
| Giamaica                | 2005    | Miss Giamaica                         |                                                                      |                       |                                       |
| Giappone                | 2001    | Miss Giappone                         | Top 7 - Marina Kishira (2010)                                        |                       |                                       |
| Gibilterra              | 2001    | Miss Gibilterra                       | -                                                                    | 2003                  | Miss Friendship a Miss Terra 2002     |
| Grecia                  | 2002    | Miss Grecia                           | 4ª classificata - Juliana Drossou (2002)                             |                       |                                       |
| Guadalupa               | 2006    | Miss Guadalupa                        | -                                                                    |                       |                                       |
| Guam                    | 2008    | Miss Guam                             | -                                                                    |                       |                                       |
| Guatemala               | 2001    | Miss Guatemala                        | Top 10 - Marie Claire Palacios (2003)                                |                       |                                       |
| Guyana                  | 2010    | Miss Guyana                           |                                                                      |                       |                                       |
| Haiti                   | 2005    | Miss Haiti                            | -                                                                    | 2006                  |                                       |
| Honduras                | 2002    | Miss Honduras                         | Vincitrice - Dania Prince (2003)                                     |                       |                                       |
| Hong Kong               | 2005    | Miss Hong Kong                        | -                                                                    |                       |                                       |
| India                   | 2001    | Miss India                            | Vincitrice - Nicole Faria (2010)                                     |                       |                                       |
| Indonesia               | 2005    | Miss Indonesia                        | -                                                                    |                       |                                       |
| Inghilterra             | 2006    | Miss Inghilterra                      | -                                                                    |                       |                                       |
| Irlanda                 | 2006    | Miss Irlanda                          | -                                                                    | 2006                  |                                       |
| Irlanda del Nord        | 2007    | Miss Irlanda del nord                 | Top 16 - Kayleigh O'Reilly (2009)                                    |                       |                                       |
| Islanda                 | 2007    | Miss Islanda                          | -                                                                    |                       |                                       |
| Isole Cayman            | 2006    | Miss Isole Cayman                     | -                                                                    | 2006                  |                                       |
| Isole Vergini Americane | 2007    | Miss Isole Vergini americane          | -                                                                    | 2007                  |                                       |
| Israele                 | 2003    | Miss Israele                          | Top 10 - Keren Somech (2004)                                         |                       |                                       |
| Italia                  | 2001    | Miss Italia                           | Top 14 - Ilenia Arnolfo (2010)                                       |                       |                                       |
| Kazakistan              | 2001    | Miss Kazakistan                       | 3ª classificata - Margarita Kravtsova (2001)                         | 2007                  |                                       |
| Kenya                   | 2001    | Miss Kenya                            | Vincitrice (subentrata) - Winfred Omwakwe (2002)                     |                       |                                       |
| Kosovo                  | 2002    | Miss Kosovo                           | -                                                                    |                       |                                       |
| Lettonia                | 2001    | Miss Lettonia                         | Top 10 - Jelena Keirane (2001)                                       |                       |                                       |
| Libano                  | 2001    | Miss Libano                           | Top 16 - Amale Al Khoder (2007)                                      |                       |                                       |
| Liberia                 | 2006    | Miss Liberia                          | -                                                                    | 2008                  |                                       |
| Lituania                | 2006    | Miss Lituania                         | -                                                                    | 2008                  |                                       |
| Lussemburgo             | 2008    | Miss Lussemburgo                      | -                                                                    |                       |                                       |
| Macao                   | 2005    | Miss Macao                            | -                                                                    |                       |                                       |
| Macedonia               | 2004    | Miss Macedonia                        | -                                                                    | 2006                  |                                       |
| Madagascar              | 2010    | Miss Madagascar                       |                                                                      |                       |                                       |
| Malaysia                | 2001    | Miss Malesia                          | -                                                                    |                       |                                       |
| Malta                   | 2008    | Miss Malta                            | -                                                                    |                       |                                       |
| Martinica               | 2004    | Miss Martinica                        | 2ª classificata - Murielle Celimene (2004)                           |                       |                                       |
| Mauritius               | 2005    | Miss Mauritius                        | -                                                                    | 2005                  |                                       |
| Messico                 | 2002    | Miss Messico                          | 3ª classificata - Abigail Elizalde (2008)                            |                       |                                       |
| Moldavia                | 2010    | Miss Moldavia                         |                                                                      |                       |                                       |
| Mongolia                | 2005    | Miss Mongolia                         | -                                                                    | 2005                  |                                       |
| Nepal                   | 2002    | Miss Nepal                            | -                                                                    |                       |                                       |
| Nicaragua               | 2001    | Miss Nicaragua                        | Top 16 - Marifely Argüello (2004)                                    |                       |                                       |
| Nigeria                 | 2002    | Miss Nigeria                          | Top 16 - Stacy Garvey (2007) - Uko Ezinne (2008)                     |                       |                                       |
| Niue                    | 2005    | Miss Niue                             | -                                                                    | 2007                  |                                       |
| Norvegia                | 2002    | Miss Norvegia                         | Top 10 - Fay Larsen (2003) - Brigitte Korsvik (2004)                 | 2007                  |                                       |
| Nuova Zelanda           | 2001    | Miss Nuova Zelanda                    | -                                                                    |                       |                                       |
| Paesi Bassi             | 2001    | Miss Paesi Bassi                      | Top 14 - Desiree van den Berg (2010)                                 |                       |                                       |
| Pakistan                | 2005    | Miss Pakistan                         | -                                                                    |                       |                                       |
| Panama                  | 2001    | Miss Panamá                           | Top 8 - Stefanie de Roux (2006)                                      |                       |                                       |
| Paraguay                | 2002    | Miss Tierra Paraguay                  | 4ª classificata - Yanina González (2004)                             |                       |                                       |
| Perù                    | 2001    | Miss Perù                             | Top 8 - Odilia Pamela Garcia (2007)                                  |                       |                                       |
| Polinesia Francese      | 2003    | Miss Polinesia Francese               | 3ª classificata - Stéphanie Lesage (2004)                            |                       |                                       |
| Polonia                 | 2002    | Miss Polonia                          | 3ª classificata - Katarzyna Borowicz (2002)                          |                       |                                       |
| Porto Rico              | 2001    | Miss Porto Rico                       | 4ª classificata - Yeidi Bosques (2010)                               |                       |                                       |
| Portogallo              | 2004    | Miss Portogallo                       | -                                                                    | 2005                  |                                       |
| Regno Unito             | 2002    | Miss Gran Bretagna                    | -                                                                    | 2005                  | Miss United Kingdom a Miss Terra 2005 |
| Rep. Ceca               | 2002    | Miss Repubblica Ceca                  | Top 8 - Petra Soukupova (2006)                                       |                       |                                       |
| Rep. del Congo          | 2007    | Miss Repubblica del Congo             | -                                                                    | 2008                  |                                       |
| RD del Congo            | 2008    | Miss Repubblica Democratica del Congo | -                                                                    | 2008                  |                                       |
| Rep. Dominicana         | 2001    | Miss Repubblica Dominicana            | 2ª classificata - Amell Santana (2005)                               |                       |                                       |
| Romania                 | 2005    | Miss Romania                          | Top 16 - Alina Gheorge (2006) - Ioana Popa (2007)                    | 2008                  |                                       |
| Ruanda                  | 2008    | Miss Ruanda                           | -                                                                    | 2008                  |                                       |
| Russia                  | 2001    | Miss Russia                           | Top 16 - Tatyana Yamova (2005) - Anna Mezentseva (2008)              |                       |                                       |
| Samoa                   | 2005    | Miss Samoa                            | -                                                                    |                       |                                       |
| Saint Lucia             | 2005    | Miss Santa Lucia                      | Top 16 - Cathy Daniel (2006)                                         | 2007                  |                                       |
| Scozia                  | 2008    | Miss Scozia                           | -                                                                    |                       |                                       |
| Serbia                  | 2008    | Miss Serbia                           | -                                                                    |                       |                                       |
| Sierra Leone            | 2007    | Miss Sierra Leone                     | -                                                                    | 2007                  |                                       |
| Singapore               | 2001    | Miss Singapore                        | Top 16 - Valerie Lim (2009)                                          |                       |                                       |
| Slovacchia              | 2005    | Miss Slovacchia                       | Top 16 - Judita Hrubyova (2006)                                      |                       |                                       |
| Slovenia                | 2003    | Miss Slovenia                         | -                                                                    |                       |                                       |
| Spagna                  | 2001    | Miss Spagna                           | 4ª classificata - Ángela Gómez (2007) - Alejandra Echevarría (2009)  |                       |                                       |
| Stati Uniti             | 2001    | Miss USA                              | Top 8 - Amanda Kimmel (2005)                                         |                       |                                       |
| Sudafrica               | 2001    | Miss Sudafrica                        | Top 7 - Nondyebo Dzingwa (2010)                                      |                       |                                       |
| Sudan del Sud           | 2008    | Miss Sudan del Sud                    | -                                                                    |                       |                                       |
| Suriname                | 2007    | Miss Suriname                         | -                                                                    | 2008                  |                                       |
| Svezia                  | 2003    | Miss Svezia                           | Top 16 - Ivana Gagula (2007)                                         |                       |                                       |
| Svizzera                | 2002    | Miss Svizzera                         | Top 8 - Stefanie Gossweiler (2007) - Nasanin Nuri (2008)             |                       |                                       |
| Tanzania                | 2001    | Miss Tanzania                         | 2ª classificata - Miriam Odemba (2008)                               |                       |                                       |
| Thailandia              | 2001    | Miss Thailandia                       | 3ª classificata - Watsaporn Wattanakoon (2010)                       |                       |                                       |
| Tibet                   | 2006    | Miss Tibet                            | -                                                                    | 2007                  |                                       |
| Tokelau                 | 2005    | Miss Tokelau                          | -                                                                    | 2005                  |                                       |
| Tonga                   | 2009    | Miss Tonga                            | -                                                                    |                       |                                       |
| Trinidad e Tobago       | 2004    | Miss Trinidad e Tobago                | Top 10 - Leah Mari Guevara (2004)                                    |                       |                                       |
| Turchia                 | 2001    | Miss Turchia                          | -                                                                    |                       |                                       |
| Turks e Caicos          | 2005    | Miss Turks e Caicos                   | -                                                                    |                       |                                       |
| Uganda                  | 2002    | Miss Uganda                           | -                                                                    | 2008                  |                                       |
| Ucraina                 | 2003    | Miss Ucraina                          | Top 14 - Valentina Zhytnyk (2010)                                    | -                     |                                       |
| Ungheria                | 2001    | Miss Ungheria                         | -                                                                    |                       |                                       |
| Venezuela               | 2001    | Miss Venezuela                        | Vincitrice - Alexandra Braun (2005)                                  |                       |                                       |
| Vietnam                 | 2003    | Miss Vietnam                          | Top 14 - Luu Thi Diem Huong (2010)                                   |                       |                                       |
| Zambia                  | 2005    | Miss Zambia                           | -                                                                    | 2007                  |                                       |
| Zimbabwe                | 2007    | Miss Zimbabwe                         | -                                                                    | 2007                  |                                       |